# Berregaard
Berregaard er en uddød dansk brevadelsslægt.

## Historie
Justitsråd og borgmester i Thisted, Enevold Nelsen Berregaard (1653-1734) til Kølbygård blev adlet 19. august 1726 og oprettede et stamhus. Han havde sønnerne, borgmester i København, senere amtmand Christian Frederik Berregaard (1683-1750) til Kølbygård, som købte Borreby og var gift med Jytte Worm (datter af Willum Worm), samt oberstløjtnant Frederik Berregaard (4. september 1685 – 26. april 1724) til Ørslev Kloster, som med udmærkelse tjente i Den Spanske Arvefølgekrig og i Den Store Nordiske Krig, og som ægtede Marie de Lasson (1702-1747), datter af Peder Thøgersen de Lasson til Rødslet.
Frederik Berregaard til Ørslev Kloster var fader til højesteretsassessor og envoyé Frederik Berregaard (1724-1757), som døde barnløs.
Christian Frederik Berregaard til Kølbygård var fader til Villum Berregaard (1717-1769), højesteretsjustitiarius, amtmand, Hvid Ridder mm., og Else Berregaard (19. juli 1715 i Roskilde – 24. maj 1793 i Glückstadt), som var gift med konferensråd Carl Brandt til Teichhof (1696-1738).
Villum Berregaards søn, Frederik Berregaard (1751-1805) til Kølbygård og Vesløsgård, var kammerherre og ritmester, men tog afsked 1772, da han nægtede at forrette tjeneste ved sin fætter, Enevold Brandts, henrettelse. Han var gift i 1. ægteskab med Sophie Antoinette Auguste Sehested (3. april 1757 i Brudager – 21./22. februar 1787 på Kølbygård), datter af Anders Sehested (1720-1799) til stamhuset Broholm, og havde børnene:
1. Anders Sehested Berregaard (17. juli 1779 på Kølbygård – 2. oktober 1815 på Frederiks Hospital), premierløjtnant, gift 1. med Charlotte Sophie Becker, 2. med Thalia Marie Motzfeldt Fremming
2. Beata Antoinette Augusta Berregaard (25. september 1780 på Kølbygård – 22. november 1843 på Rosenvold), gift med Christian Jens lensgreve Rantzau (1777-1828)
3. Henrik Berregaard (1783-1876), oberstløjtnant og kammerherre
4. Peter Pultz Berregaard (17. februar 1784 på Kølbygård – 28. november 1835, begravet 3. dec. 1835 fra Vor Frue Kirke, København), ritmester, senere toldbetjent, gift 1. med Edel Margrethe Falkenskiold, 2. med Anna Susanne Krautler
5. Frederik Michael Berregaard (1. maj 1785 på Kølbygård – 12. december 1826), gift med Adolphine Sigfriede von Oldeland

I 2. ægteskab var han gift med den første hustrus søster Ida Wilhelmine Sehested (30. juli 1766 på Broholm – 11. marts 1839 i København). Børn:
1. Nielsine Petrine Jensine "Sinna" Frederikke Berregaard (11. januar 1795 i Slagelse – 20. marts 1874 i København)

Henrik Berregaard var fader til:
1. Frederik Villum "Wilhelm" de Berregaard (20. maj 1819 – 9. juni 1892), skovrider og kammerjunker
2. Ferdinand Henrik Berregaard (1827-1902), kammerherre og oberst og slægtens sidste mand
3. Antoinette Marie Christiane de Berregaard (2. november 1834 – 22. august 1903)